# The Work Foundation
Die Work Foundation ist eine britische gemeinnützige Stiftung mit Sitz in London.
Die Stiftung berät die britische Wirtschaft sowie staatliche und Nichtregierungsorganisationen mit dem Ziel der Verbesserung der wirtschaftlichen Leistung, der Qualität des Arbeitslebens und der Optimierung der Lebensqualität. Mehr als 400 Organisationen gehören als „Partner“ der Stiftung an. Leiter des Think Tank mit 60 Mitarbeitern ist seit 2000 Will Hutton.
Die Anfänge der Stiftung lassen sich auf die am 3. April 1918 von Robert Hyde gegründete The Boys' Welfare Association zurückführen. 1919 änderte man den Namen in The Industrial Welfare Society. Durch die Präsidentschaft von Prinz Albert, dem späteren König des Vereinigten Königreiches Georg VI., in den 1920er und 1930er Jahren geriet die Organisation in das öffentliche Interesse. Im Jahre 1965 wurde der Name verkürzt zu The Industrial Society. Seit 2002 firmiert sie unter der Bezeichnung The Work Foundation; Schirmherr war seit 1954 Prinz Philip.

## Direktoren
- Robert Hyde, 1918 bis 1949
- John Marsh, 1949 bis 1965
- John Garnett, 1965 bis 1994
- Tony Morgan, 1994 bis 2000
- Will Hutton, seit 2000